# 类星
类星（Quasi-star），也称黑洞星，是一类在宇宙早期形成的拥有极大质量的假想恒星。与现代恒星依靠核心内核聚变不同的是，类星的能量来源于恒星体内部的中心黑洞。

类星与一些已知的巨大恒星比较，即使是目前已知的最大恒星史蒂文森2-18也显得相对较小

根据理论模型，当一颗核心足够大的原恒星在坍缩成黑洞时，如果恒星外壳足够大可以吸收坍缩产生的能量爆发而不被吹走(类似现在的超新星)，该恒星就会成为一颗类星。由于类星需要抵消恒星坍缩时产生的巨大能量，因此类星需要有着巨大的体积与质量。根据推算，类星的质量至少为太阳质量的1000倍(2.0×1033 kg)。而质量如此大的恒星只能在宇宙形成早期在氢和氦融合成更重的元素之前才会存在(详见第三星族星)。 
一旦原恒星内部的核心已经坍缩成黑洞，黑洞就会从恒星外部物质中产生大量额外能量。大量能量将抵消恒星本身的巨大引力，产生类似现代恒星核聚变的平衡。类星的寿命预计约为700万年，之后内部的核心黑洞将继续坍缩至1,000—10,000太陽質量（2×1033—2×1034）。这些中介质量黑洞则被认为是现代超大质量黑洞的起源。据估计，类星表面的温度只有约4,000 K（3,730 °C），但其直径却达到了1010千米(66.85天文单位)(7,187倍太阳直径)，类星产生的光亮度与一座小星系接近。